# Finale (musique)
Pour les articles homonymes, voir Finale.
Cet article concerne le concept. Pour l'ancien logiciel d'édition de partitions, voir Finale (logiciel).
Le final, ou finale (emprunt de l'italien), est la dernière partie d'une symphonie, d'une sonate, d'un quatuor à cordes, d'un concerto ou d'un opéra. Dans ce dernier cas, le terme désigne la dernière scène de l'œuvre. Au XVIIIe siècle, un opéra se concluait par un finale se développant dans la continuité et, autant pour le compositeur que ses interprètes, contenait un morceau de bravoure, des développements musicaux plus larges. Cette caractéristique du finale peut aussi concerner d'autres actes, lorsque la musique se fait brillante et grandiose. Le grand finale du dernier acte réunit généralement tous les protagonistes par des quintette, sextuor vocaux, ou plus.

## Description
Le mot est appliqué, à partir de la période classique, au dernier mouvement des œuvres instrumentales de forme sonate (quatuor, symphonie, concerto) souvent de caractère virtuose. Par le titre donné par le compositeur, le mot désigne parfois une œuvre brillante en un seul mouvement (Finale pour orgue, op. 21 de Franck, Finale op. 429 d'Albert Alain, etc.). Le mot finale est utilisé aussi pour désigner la note finale d'un mode. Il s'agit alors plus précisément de sa note nominale, celle qui donne son nom au mode. Ceci est particulièrement vrai dans le cas de la modalité polyphonique, où toutes les voix ne peuvent pas se terminer sur la même note.
Le musicologue Michael Talbot écrit à propos des finales typiques des sonates : « le rondo est la forme par excellence utilisée pour les mouvements finaux, et [...] son caractère typique et ses propriétés structurelles s'accordent parfaitement avec ceux que l'on pensait souhaitables dans un final de sonate du début du XIXe siècle ». Carl Czerny (1791-1857) observe « que les premiers mouvements et les finales devraient - et en pratique le font - proclamer leurs caractères contrastés dès leur thème initial ».
Dans la musique théâtrale, Christoph Willibald Gluck a été l'un des premiers partisans des finales étendues, avec de multiples personnages, pour soutenir les histoires « de plus en plus naturelles et réalistes » de ses opéras qui « amélioraient la continuité et la validité théâtrale » par rapport aux œuvres précédentes.